# Moreiradromia
Moreiradromia is een geslacht van kreeftachtigen uit de klasse van de Malacostraca (hogere kreeftachtigen).

## Soorten
- Moreiradromia antillensis (Stimpson, 1858)
- Moreiradromia sarraburei (Rathbun, 1910)